# Coenosia nestor
Coenosia nestor este o specie de muște din genul Coenosia, familia Muscidae, descrisă de Mary Katherine Curran în anul 1935.
Este endemică în Etiopia. Conform Catalogue of Life specia Coenosia nestor nu are subspecii cunoscute.